# Martinigletscher
Der Martinigletscher ist ein Gletscher in den Bowers Mountains des ostantarktischen Viktorialands. Er fließt südlich des Van-Loon-Gletschers in westlicher Richtung und mündet dann nach Westsüdwesten in den Montigny-Gletscher.
Wissenschaftler der deutschen Expedition GANOVEX III (1982–1983) benannten ihn. Namensgeber ist der deutsche Geologe Hans-Joachim Martini (1908–1969).